# Le Jeu de l'oie (revue)
Pour les articles homonymes, voir Le Jeu de l'oie et Jeu de l'oie.
Le Jeu de l'oie est une revue francophone de relations internationales. 
Créée en novembre 2009 par des étudiants de l'Institut d'études politiques de Lille réunis en association loi de 1901, elle était alors dirigée par Antoine Lury, son fondateur.
Première revue étudiante française en matière de relations internationales, Le Jeu de l'Oie est aussi la première publication papier où se croisent les réflexions d'étudiants en sciences politiques avec celles de leurs professeurs et de spécialistes de renom, issus du monde de la recherche (Pierre Hassner, Olivier Roy, Frank Tétart, Stefan Halper...) ou de la diplomatie (Jean-Christophe Rufin, Pierre Morel...). Le Jeu de l'Oie a pour ambition de fournir les clés d'analyse nécessaires à la compréhension des grands enjeux politiques et géostratégiques mondiaux, à contre-courant de l'actualité internationale, tout en utilisant au besoin quelques notes d'humour afin de décomplexer la discipline et de rappeler son ancrage étudiant. Le Jeu de l'Oie dispose également de plusieurs pages consacrées à la culture, avec des intervenants tels que Guy Delisle, Amos Gitaï ou encore Elias Sanbar. 
L'originalité du concept avait attiré l'attention du journal Le Monde, qui s'était associé à la parution d'un numéro spécial "Europe" au mois de décembre 2011 (L'Europe à la marge, Numéro 4, Hiver 2011). Le départ de ses membres fondateurs, une fois diplômés de l'IEP de Lille, a toutefois entrainé la mise en sommeil de l'association.
C'est en 2013 qu'une nouvelle équipe redonne vie au projet. Un cinquième numéro est paru en avril 2014, sur le thème de la géopolitique des cercles polaires, et comprend un dossier au sujet de la diplomatie du football.
En 2019, la revue participe au concours national de la presse jeune Kaléïdo'scoop et remporte le coup de cœur du jury dans la catégorie journaux papiers.

## Numéros parus
1. Russie-Géorgie : La diplomatie des chars (Numéro 1, Printemps 2010)
2. La Turquie scrute l'Orient (Numéro 2, Automne 2010)
3. Les religions sur l'autel du pouvoir (Numéro 3, Printemps 2011)
4. L'Europe à la marge (Numéro 4, Hiver 2011)
5. Les pôles : nouveaux points chauds du globe ? (Numéro 5, Printemps 2014)
6. L'armée passée au crible (Numéro 6, Hiver 2014)
7. Dissidences mondiales (Numéro 7, Automne 2015)
8. Asie du Sud-Est : La grande éclosion (Numéro 8, Hiver 2015)
9. 1991 : l'Histoire est morte, vive l'Histoire ! (Numéro 9, Automne 2016)
10. L'Art sauvera-t-il le monde ? (Numéro 10, Hiver 2017)
11. Les Vices / Les villes / Les nouvelles routes de la soie (Numéro 11, Automne 2017)
12. L'Amérique latine / Le vide (Numéro 12, Hiver 2018)
13. Le corps / L'utopie  (Numéro 13, Automne 2018)
14. Environnement : comme une envie de revirement (Numéro 14, Hiver 2019)
15. Les cloisons dangereuses / Vingt mille lieues sous la Terre (Numéro 15, Automne 2019)
16. Poings levés contre vents et marées (Numéro 16, Hiver 2020)
17. L'Océanie, sacré cœur du Pacifique (Numéro 17, Automne 2020)
18. Europe orientale : espace de survie (Numéro 18, Hiver 2021)
19. Entendu du sommet, l'écho de la liberté (Numéro 19, Automne 2021)
20. S'aimer sous les aurores boréales (Numéro 20, Hiver 2022)

## Sources
- Entrevues - Annuaire des revues
- Article de la Voix du Nord (17/03/2010)
- Le site internet de la revue (https://www.lejeu2loie.fr/)